# 久保恒造
久保恒造（くぼ こうぞう、1981年5月27日 - ）は、北海道美幌町出身の車いす陸上選手。2014年4月より日立ソリューションズ「チームAURORA（アウローラ）」車いす陸上競技部所属。2013年IPC世界選手権バイアスロン競技金メダリスト。2014年ソチパラリンピックバイアスロンショート銅メダリスト。美幌町「栄誉賞」受賞（2度）、北海道「道民栄誉賞」受賞。2016リオパラリンピック、5000m(T54)、マラソン(T54)日本代表。

## 人物
高校3年生の時、交通事故により脊髄を損傷し下半身麻痺となる。
スキー選手となる前は障害者車いすマラソンの国際大会で活躍。2007年に荒井秀樹監督と出会い、クロスカントリースキーを開始。2008年2月のジャパンパラリンピッククロスカントリースキー競技会では、初出場で優勝。2008年ワールドカップノルウェー大会に出場。2009年ワールドカップバイアスロン年間総合ランキング2位。2010年バンクーバーパラリンピック大会のクロスカントリースキーロングで7位、バイアスロンロングで6位入賞。2011-12年ワールドカップにてバイアスロン年間総合ランキング2位。2012-13年ワールドカップではバイアスロン年間総合優勝。2014年ソチパラリンピックに出場し、バイアスロンショートで銅メダルを獲得した。2014年4月より車いす陸上競技へ転向。
2016年リオデジャネイロパラリンピック大会では5000mとマラソンに出場。

## 主な競技結果

### 冬季パラリンピック
- 2010年バンクーバー（ カナダ）
  - クロスカントリースキー 15km座位 7位
  - クロスカントリースキー リレー 5位
  - クロスカントリースキー 1kmスプリント座位 21位
  - バイアスロン 12.5km座位 6位
  - バイアスロン 2.4kmパシュート座位 9位
- 2014年 ソチ（ ロシア）
  - バイアスロン ショート 7.5km 銅メダル

### IPC世界選手権
- 2013年ソレフテオ（ スウェーデン）
  - バイアスロン 7.5km座位 銀メダル
  - バイアスロン 12.5km座位 銀メダル
  - バイアスロン 15km座位 金メダル
  - クロスカントリースキー 10kmクラシカル座位 銅メダル

### ワールドカップ
- 2009-10年ワールドカップ バイアスロン年間総合ランキング2位
- 2011年 ワールドカップ ノルウェー大会 バイアスロン ショート／7.5km：3位、パシュート：3位、ロング／15km：3位[1]
- 2012年 ワールドカップ アメリカ大会 バイアスロン ショート／7.5km：3位、ミドル／12.5km：3位[2]
- 2012年 ワールドカップ フィンランド大会 バイアスロン ショート／7.5km：2位、パシュート／12.5km：2位[3]
- 2011-12年ワールドカップ バイアスロン年間総合ランキング2位
- 2012-13年ワールドカップ バイアスロン年間総合優勝
- 2013-14年ワールドカップ カナダ大会 バイアスロン ショート／7.5㎞：2位、ミドル／12.5㎞：2位、ロング／15㎞：2位

### 国内大会
- 2008年 ジャパンパラリンピック大会（白馬）　クロスカントリースキー／5km：優勝、10km：優勝
- 2012年 ジャパンパラリンピック クロスカントリースキー競技大会 座位ロング10km、ショート 5.0km：優勝[4]

### 陸上競技
- 2012 大分国際車いすマラソン大会　5位（日本人3位）　1時間30分25秒
- 2013
  - 第33回大分国際車いすマラソン大会　6位
  - IPC陸上競技世界選手権大会出場
  - スイス国際車いす陸上大会／5,000m　4位

## 脚註
1. ↑  【大会結果】2011ワールドカップ ノルウェー大会 久保選手、太田選手3位獲得 日立ソリューションズ スキー部ブログ 2012年4月17日閲覧
2. ↑  【大会結果】2012ワールドカップ アメリカ大会　新田佳浩選手金メダル！ 日立ソリューションズ スキー部ブログ 2012年4月17日閲覧
3. ↑  【大会結果】2012ワールドカップ フィンランド大会 久保、太田選手が2位！ 日立ソリューションズ スキー部ブログ 2012年4月17日閲覧
4. ↑  【大会結果】2012ジャパンパラリンピック クロスカントリースキー競技大会 日立ソリューションズ スキー部ブログ 2012年4月17日閲覧